# Perri Shakes-Drayton
Peirresha Alexandra Shakes-Drayton, detta Perri (Londra, 21 dicembre 1988), è un'ostacolista e velocista britannica, specializzata nei 400 metri piani e nei 400 metri ostacoli.

## Progressione

### 400 metri piani
| Stagione | Tempo | Luogo      | Data      | Rank. Mond. |
| -------- | ----- | ---------- | --------- | ----------- |
| 2013     | 50"50 | Gateshead  | 22-6-2013 | 13ª         |
| 2012     | 51"26 | Bedford    | 10-6-2012 | 42ª         |
| 2011     | 51"47 | Roma       | 21-5-2011 | 34ª         |
| 2010     | 51"48 | Londra     | 14-8-2010 | 32ª         |
| 2009     | 51"81 | Birmingham | 11-7-2009 | 62ª         |

### 400 metri piani indoor
| Stagione | Tempo | Luogo    | Data     | Rank. Mond. |
| -------- | ----- | -------- | -------- | ----------- |
| 2013     | 50"85 | Göteborg | 3-3-2013 | 1ª          |

### 400 metri ostacoli
| Stagione | Tempo | Luogo      | Data      | Rank. Mond. |
| -------- | ----- | ---------- | --------- | ----------- |
| 2013     | 53"67 | Londra     | 26-7-2013 | 3ª          |
| 2012     | 53"77 | Londra     | 13-7-2012 | 6ª          |
| 2011     | 54"62 | Londra     | 5-8-2011  | 9ª          |
| 2010     | 54"18 | Barcellona | 30-7-2010 | 6ª          |
| 2009     | 55"26 | Kaunas     | 18-7-2009 | 17ª         |
| 2008     | 56"09 | Birmingham | 12-7-2008 | 42ª         |
| 2007     | 56"46 | Hengelo    | 21-7-2007 | 60ª         |
| 2006     | 57"52 | Pechino    | 16-8-2007 | 111ª        |

## Palmarès
| Anno                                  | Manifestazione          | Sede       | Evento      | Risultato  | Prestazione | Note                                     |
| ------------------------------------- | ----------------------- | ---------- | ----------- | ---------- | ----------- | ---------------------------------------- |
| In rappresentanza della Gran Bretagna |                         |            |             |            |             |                                          |
| 2006                                  | Mondiali juniores       | Pechino    | 400 m hs    | 8ª         | 59"37       |                                          |
| 2007                                  | Europei juniores        | Hengelo    | 400 m hs    | Argento    | 55"26       |                                          |
| 2009                                  | Europei under 23        | Kaunas     | 400 m hs    | Oro        | 55"26       |                                          |
| 2009                                  | Mondiali                | Berlino    | 400 m hs    | Semifinale | 57"57       |                                          |
| 2010                                  | Mondiali indoor         | Doha       | 4×400 m     | 4ª         | 3'30"29     | Miglior prestazione personale stagionale |
| 2010                                  | Europei                 | Barcellona | 400 m hs    | Bronzo     | 54"18       |                                          |
| 2010                                  | Europei                 | Barcellona | 4×400 m     | Argento    | 3'24"32     |                                          |
| 2011                                  | Mondiali                | Taegu      | 400 m hs    | Semifinale | 55"07       |                                          |
| 2011                                  | Mondiali                | Taegu      | 4×400 m     | Bronzo     | 3'23"63     |                                          |
| 2012                                  | Mondiali indoor         | Istanbul   | 4×400 m     | Oro        | 3'28"76     | Miglior prestazione mondiale stagionale  |
| 2012                                  | Giochi olimpici         | Londra     | 400 m hs    | Semifinale | 55"19       |                                          |
| 2012                                  | Giochi olimpici         | Londra     | 4×400 m     | 4ª         | 3'24"76     | Miglior prestazione personale stagionale |
| 2013                                  | Europei indoor          | Göteborg   | 400 m piani | Oro        | 50"85       | Miglior prestazione mondiale stagionale  |
| 2013                                  | Europei indoor          | Göteborg   | 4×400 m     | Oro        | 3'57"56     | Record dei campionati · Record nazionale |
| 2013                                  | Mondiali                | Mosca      | 400 m hs    | 7ª         | 56"25       |                                          |
| 2017                                  | Mondiali                | Londra     | 4×400 m     | Argento    | 3'25"00     | [ 1 ]                                    |
| In rappresentanza dell' Inghilterra   |                         |            |             |            |             |                                          |
| 2018                                  | Giochi del Commonwealth | Gold Coast | 4×400 m     | 4ª         | 3'27"21     |                                          |

## Altre competizioni internazionali
2011
- Bronzo agli Europei a squadre ( Stoccolma), 400 m hs - 55"06